# Pristimantis sirnigeli
Pristimantis sirnigeli es una especie de anfibio anuro de la familia Craugastoridae.

## Distribución geográfica
Esta especie es endémica de Ecuador. Se encuentra en las provincias de Pichincha e Imbabura entre los 2800 y 3050 m sobre el nivel del mar en la Cordillera Occidental.

## Descripción
Los machos miden de 18 a 20 mm y las hembras de 21 a 24 mm.

## Etimología
Esta especie lleva el nombre en honor a Nigel Simpson.

## Publicación original
- Yánez-Muñoz, Meza-Ramos, Cisneros-Heredia & Reyes, 2010: Descripción de tres nuevas especies de ranas del género Pristimantis (Anura: Terrarana: Strabomantidae) de los bosques nublados del Distrito Metropolitano de Quito, Ecuador. Avances en Ciencias e Ingenierías, vol. 2, n.º 3, p. 16-27[2]